# Bogusław Wyderka
Bogusław Wyderka (ur. 14 listopada 1951 w Baborowie) – polski filolog i językoznawca, profesor nauk humanistycznych (tytuł otrzymał 18 listopada 2002), specjalizujący się w dialektologii i historii języka polskiego.

## Życiorys
Ukończył filologię polską w Wyższej Szkole Pedagogicznej w Opolu. W 1979 roku został doktorem, w 1990 roku habilitował się. Od 1994 kierownik Zakładu Historii Języka Polskiego i Dialektologii w Instytucie Filologii Polskiej na Uniwersytecie Opolskim. Był redaktorem naukowym wydawanego od 2000 roku Słownika gwar śląskich. Leksykon ten ma na celu zarchiwizowanie zasobu słownikowego polskich gwar śląskich. 
Sekretarz Opolskiego Towarzystwa Przyjaciół Nauk w latach 1990–1996.
W 2019 otrzymał tytuł Ambasadora Polszczyzny Regionalnej.

## Wybrane publikacje
- Cechy składniowo-stylistyczne siedemnastowiecznej prozy publicystycznej: piśmiennictwo śląskie na tle ogólnopolskim (1990).
- „Przedziwny wszędzie”: o stylu Mikołaja Sępa Szarzyńskiego na tle tendencji stylistycznych poezji polskiego renesansu (2002).
- Gwara w twórczości nowej fali prozaików śląskich [w:] Stylistyka XXV (2016).
- O stylizacji gwarowej dyskusyjnie (na materiale wybranych utworów współczesnej prozy polskiej), [w:] Rozprawy Komisji Językowej ŁTN (2017).
- O rodzajach przerzutni [w:] Stylistyka, 7, 253–278.